# Lawrence Pentland
Lawrence Henry Pentland (* 6. April 1879 in Marquette; † 2. November 1923 in Winnipeg) war ein kanadischer Lacrossespieler.

## Erfolge
Lawrence Pentland war Mitglied der Winnipeg Shamrocks, mit denen er bei den Olympischen Spielen 1904 in St. Louis im ersten Lacrossewettbewerb der Olympischen Spiele antrat. Neben ihm gehörten außerdem George Cattanach, William Brennaugh, George Bretz, William Burns, George Cloutier, Élie Blanchard, Jack Flett, Benjamin Jamieson, Stuart Laidlaw, Hilliard Lyle und Sandy Cowan zur Mannschaft. Pentland spielte dabei auf der Position eines Angreifers.
Neben den Winnipeg Shamrocks nahmen lediglich noch eine Mannschaft der Mohawk Indians of Canada und die Gastgeber aus St. Louis teil, die St. Louis Amateur Athletic Association. St. Louis bestritt seine erste Partie gegen die indianische Mannschaft und besiegte diese, womit sie ins Endspiel gegen die Winnipeg Shamrocks einzog. Mit 8:2 setzten sich die Shamrocks deutlich gegen St. Louis durch und Pentland erhielt wie seine Mannschaftskameraden als Olympiasieger die Goldmedaille.
Pentland war von Beruf Rechtsanwalt.